# Paris–Roubaix 1961

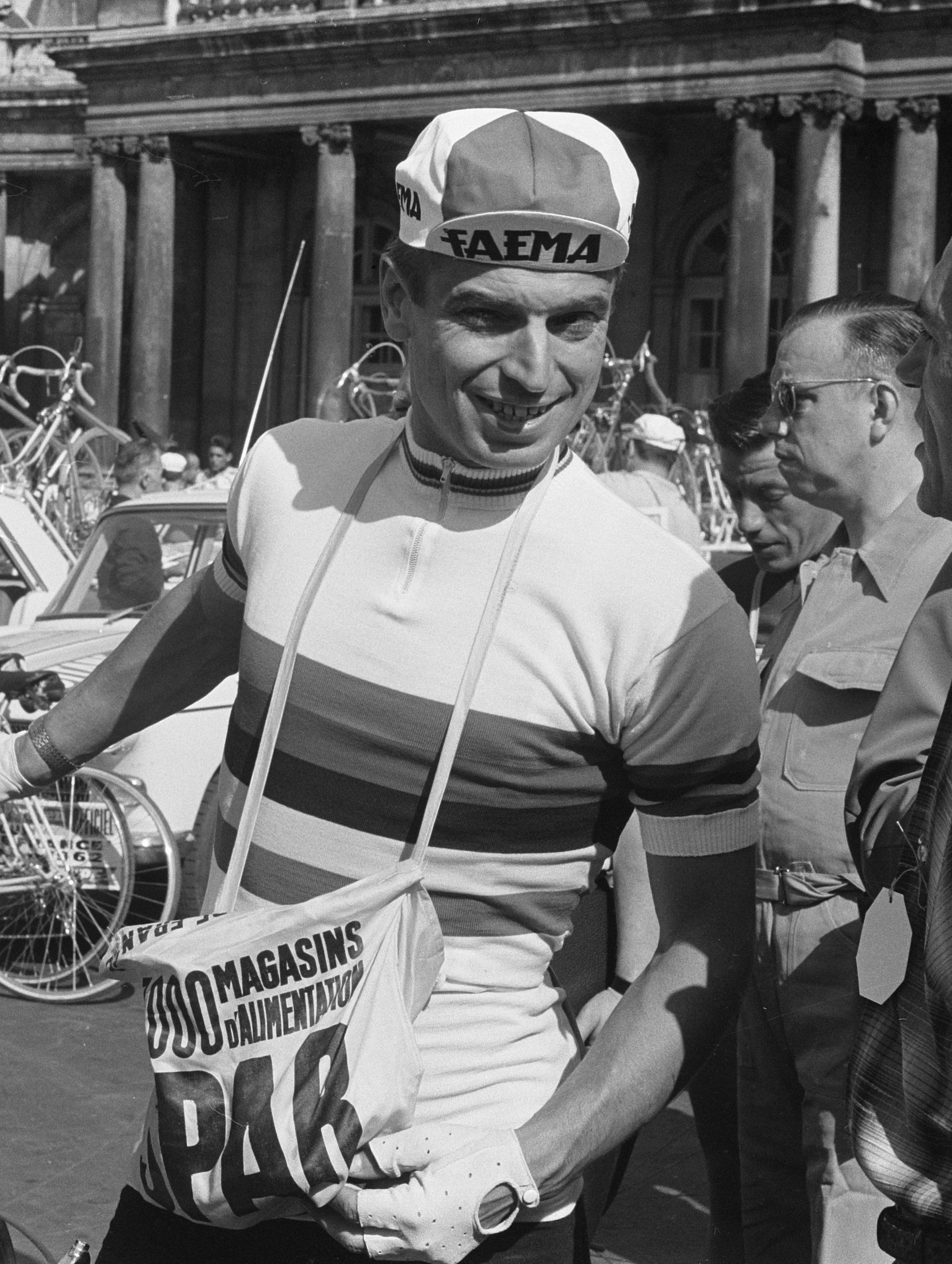
Rik van Looy (1962)

Das Eintagesrennen Paris–Roubaix 1961 war die 59. Austragung des Radsportklassikers und fand am Sonntag, den 9. April 1961, statt.
Das Rennen führte von Saint-Denis, nördlich von Paris, nach Roubaix, wo es im Vélodrome André-Pétrieux endete. Die Strecke war 263,5 Kilometer lang. Es konnten sich 121 Fahrer platzieren. Der Sieger Rik Van Looy absolvierte das Rennen mit einer Durchschnittsgeschwindigkeit von 41,70 km/h.
Als Resultat eines erfolgreichen Ausreißversuches, angeführt von Henry Anglade, kamen sechs Fahrer – darunter fünf Belgier – gemeinsam in der Radrennbahn an. Emile Daems leitete den Zielsprint ein, aber Van Looy, der in brillanter Form war, gewann diesen problemlos, obwohl einer seiner Reifen Luft verloren hatte.